# Jane Oulman Bensaúde
Jane Oulman (Paris, 1862 - Ponta Delgada, 1938) foi uma escritora portuguesa de origem judaica francesa, autora de livros didácticos e infantis.

## Biografia
Escritora de livros para crianças e de obras para a educação da infância.
Publicou: 
- Gentil Mignon (peça infantil em Francês)[1]
- Les vingt-huit jours de Suzanne, livro premiado e escolhido para prémio em escolas da Bélgica[1]
- As Bonecas[1]
- Explicações do método simultâneo de leitura e escrita[1]
- Quadros parietais, relativos ao método simultâneo de leitura e escrita[1]
- Cadernos de escrita, para o método simultâneo de leitura e escrita[1]
- O meu primeiro livro[1]
- O meu segundo livro[1]
- O meu terceiro livro[1]
- O meu quarto livro[1]

todos oficialmente adoptados para as Escolas Primárias
- As desgraças de uma família persa, em colaboração com Agostinho de Campos[1]
- O que canta o pintassilgo, em colaboração com Agostinho de Campos[1]

Foi casada com o Dr. Alfredo Bensaúde (1856-1941). Foi mãe da bióloga Matilde Bensaúde (1890-1969).